# نوريو سوزوكي
نوريو سوزوكي (باليابانية: 鈴木 規郎) (14 فبراير 1984 في تشيبا في اليابان – )؛ هو لاعب كرة قدم ياباني سابق كان يلعب كلاعب وسط.

## وصلات خارجية
- نوريو سوزوكي على موقع الاتحاد الدولي (مؤرشف)  (الإنجليزية)
- نوريو سوزوكي على موقع رابطة كرة القدم اليابانية للمحترفين (اليابانية)
- نوريو سوزوكي على موقع إي إس بي إن إف سي (الإنجليزية)
- نوريو سوزوكي على موقع قاعدة بيانات كرة القدم.إي يو (الإنجليزية)
- نوريو سوزوكي على موقع ليكيب (الفرنسية)
- نوريو سوزوكي على موقع Soccerway.com (الإنجليزية)
- نوريو سوزوكي على موقع عالم كرة القدم.نت (الإنجليزية)

J.League Data Site (باليابانية)